# Гаджиев, Хайрутдин Эфендиевич
Хайрутдин Эфендиевич Гаджиев (13 ноября 1920, с. Хури, ДАССР — 27 декабря 2016) — советский и российский дагестанский учёный и врач, а также писатель. Доктор медицинских наук, профессор. Действительный член Национальной академии наук Республики Дагестан. Заслуженный деятель науки ДАССР. Первый в республике Народный врач РД (1996) и Заслуженный врач ДАССР.

## Биография
Родился в селе Хури Лакского округа. Отец — ученый-арабист Эфенди Ибрагимович Гаджиев. Брат — доктор медицинских наук, профессор Гаджи Эфендиевич Гаджиев.

### Учёба
В 1937 году окончил с отличием Хуринскую школу.
Окончил с отличием Дагестанский медицинский институт (1941).
В 1945—1949 гг. учился в очной аспирантуре Института терапии Академии медицинских наук СССР. Научный руководитель — выдающийся советский терапевт, академик А. Л. Мясников.

### Трудовая деятельность
После окончания вуза, стал работать участковым врачом в Махачкале и одновременно преподавал в медицинском училище. Через год стал заведовать медицинской сетью на кутанах Дагестана в Азербайджане. В дальнейшем был выдвинут заведующим райздравотделом, главным врачом райбольницы Кулинского района, где проработал до 1946 года.
После окончания аспирантуры в 1950 году вернулся в Дагестан и был принят доцентом в родной институт. В 1953 году избран заведующим кафедрой и руководителем клиники госпитальной терапии. Кафедру он возглавлял до 1990 года.

## Направление деятельности
Под его руководством был выполнен ряд работ, посвященных патогенезу язвенной болезни желудка и двенадцатиперстной кишки. Многие работы Х. Э. Гаджиева и его сотрудников были посвящены проблеме повышенной заболеваемости и смертности среди женщин детородного возраста. Под руководством Х. Э. Гаджиева был обнаружен район эндемии — железодефицитной анемии.